# Ganganagar (distrikt)
Ganganagar, eller Sri Ganganagar, är ett distrikt i den indiska delstaten Rajasthan. Det är beläget i den norra delen av delstaten, med gräns mot Pakistan i väster och den indiska delstaten Punjab i nordost. Den administrativa huvudorten är staden Ganganagar. Distriktets befolkningen uppgick till 1 789 423 invånare vid folkräkningen 2001, på en yta av 7 984 km².

## Administrativ indelning
Distriktet är indelat i nio tehsil, en kommunliknande administrativ enhet:
- Anupgarh
- Ganganagar
- Gharsana
- Karanpur
- Padampur
- Raisinghnagar
- Sadulshahar
- Suratgarh
- Vijainagar

## Urbanisering
Distriktets urbaniseringsgrad uppgick till 25,34 % vid folkräkningen 2001. Den största staden är huvudorten Ganganagar. Ytterligare elva samhällen har urban status:
- 1 SGM, 3 STR, Anupgarh, Gajsinghpur, Karanpur, Kesrisinghpur, Padampur, Raisinghnagar, Sadulshahar, Suratgarh, Vijainagar

Samhällena "1 SGM" och "3 STR" är så kallade census towns, det vill säga urbana folkräkningsområden utan stadsrättigheter och egentliga administrativa funktioner.